# اوا برمن
اوا برمن (انگلیسی: Eva Buurman؛ زادهٔ ۷ سپتامبر ۱۹۹۴) دوچرخه‌سوار اهل پادشاهی هلند است.
از باشگاه‌هایی که در آن بازی کرده‌است می‌توان به بولز–دولمنز اشاره کرد.